# Hâcourt
Hâcourt ist eine französische Gemeinde mit 41 Einwohnern (Stand: 1. Januar 2022) im Département Haute-Marne in der Region Grand Est (bis 2015 Champagne-Ardenne). Die Gemeinde gehört zum Arrondissement Chaumont und zum Gemeindeverband Meuse Rognon.

## Geografie
Die Gemeinde Hâcourt liegt in der Landschaft Bassigny an der oberen Maas, etwa 26 Kilometer südsüdwestlich von Neufchâteau und 35 Kilometer westlich von Vittel. Das nur knapp drei Quadratkilometer umfassende Gemeindegebiet besteht aus einem langgezogenen Berghang vom rechten Maasufer auf etwa 310 Metern über dem Meer im Westen bis zum plateauartigen 486 m hohen Gipfel der Côte Sainte-Anne im Osten. Bis auf steilere Hanglagen und Auwaldreste an den Ufern von Maas und Ruisseau de Malaincourt ist die Landschaft in der Gemeinde von Äckern und Weiden geprägt. Umgeben wird Hâcourt von den Nachbargemeinden Brainville-sur-Meuse im Nordosten, Malaincourt-sur-Meuse im Südosten, Doncourt-sur-Meuse im Süden, Huilliécourt im Südwesten sowie Bourg-Sainte-Marie im Westen und Nordwesten.

## Bevölkerungsentwicklung
| Jahr      | 1962 | 1968 | 1975 | 1982 | 1990 | 1999 | 2011 | 2021 |
| Einwohner | 42   | 47   | 49   | 34   | 33   | 33   | 35   | 41   |

Im Jahr 1806 wurde mit 186 Bewohnern die bisher höchste Einwohnerzahl ermittelt. Die Zahlen basieren auf den Daten von cassini.ehess und INSEE.

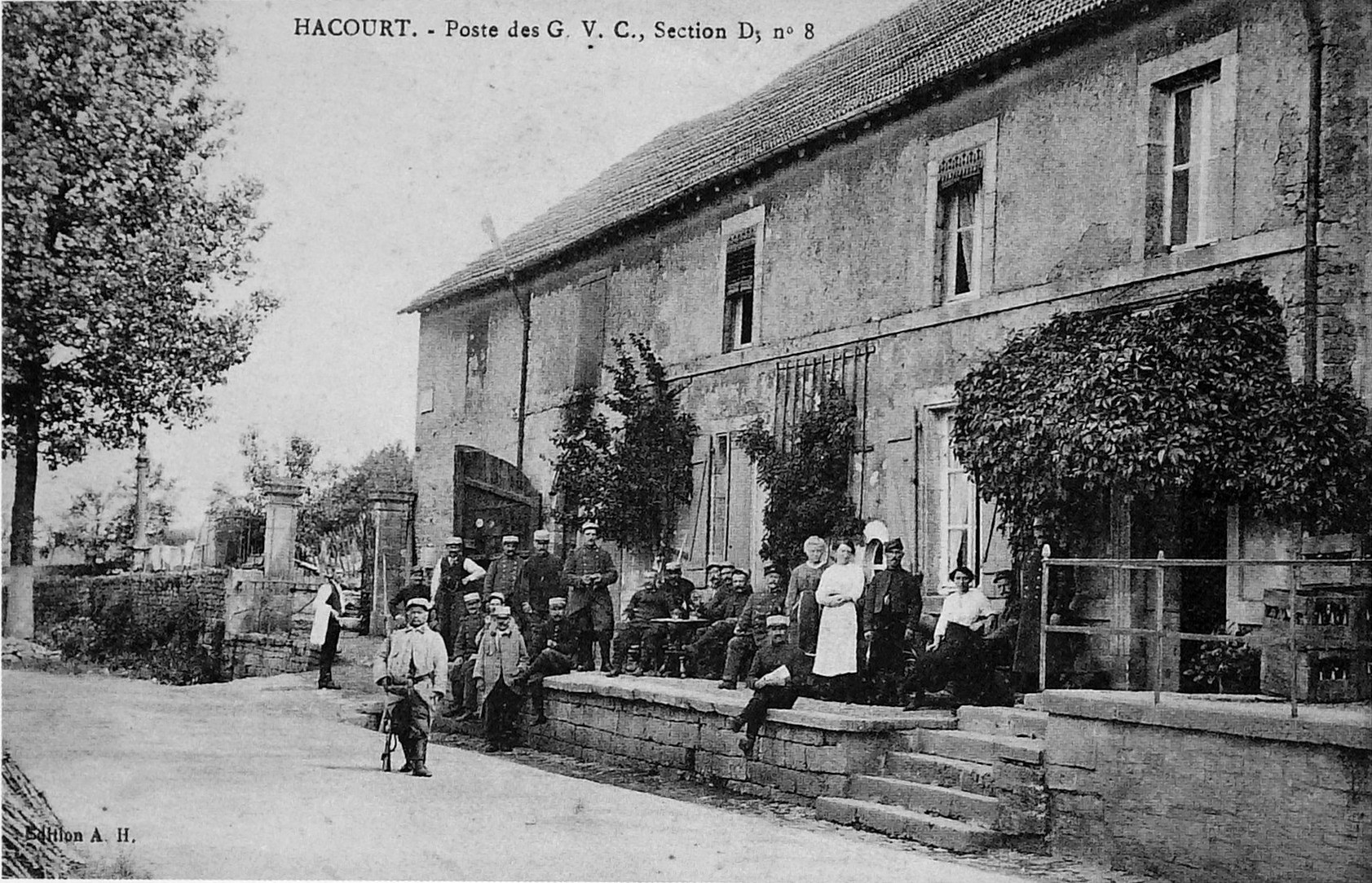
Postkarte aus Hâcourt zu Beginn des 20. Jahrhunderts

## Sehenswürdigkeiten
- Kirche Saint-Martin
- Reste der ehemaligen Kapelle Sainte-Anne auf dem nach der Kapelle benannten Berg
- Waschhaus (Lavoir)
- zwei Brunnen
- zwei Flurkreuze

|  |  |

## Wirtschaft und Infrastruktur
Hâcourt ist bäuerlich geprägt. In der Gemeinde ist ein Landwirtschaftsbetrieb im Haupterwerb ansässig.
Hâcourt liegt abseits der überregional wichtigen Verkehrsströme. Zehn Kilometer östlich von Hâcourt besteht Anschluss an die Autoroute A31.

## Belege
1. ↑  Hâcourt auf cassini.ehess
2. ↑  Hâcourt auf INSEE
3. ↑  Landwirtschaftsbetrieb auf annuaire-mairie.fr (französisch)